# Метрика Громова — Хаусдорфа
Метрика Громова — Хаусдорфа — способ определить расстояние между двумя компактными метрическими пространствами.
Более точно, это метрика на множестве изометрических классов компактных метрических пространств.
Эта метрика была введена Эдвардсом в 1975 г., а затем переоткрыта и обобщена М. Л. Громовым в 1981 г..
Громов использовал эту метрику в доказательстве теоремы о группах полиномиального роста.

## Определение
Расстояние Громова — Хаусдорфа между изометрическими классами компактных метрических пространств {\displaystyle X} и {\displaystyle Y} определяется как точная нижняя грань расстояний Хаусдорфа между их образами при глобально изометрических вложениях
{\displaystyle X\hookrightarrow Z} и {\displaystyle Y\hookrightarrow Z}
в общее метрическое пространство {\displaystyle Z}.
При этом точная нижняя грань берётся как по всем глобально изометрическим вложениям и по всем пространствам {\displaystyle Z}.
Эквивалентным образом, можно определить расстояние Громова — Хаусдорфа как точную нижнюю грань расстояний Хаусдорфа между {\displaystyle X} и {\displaystyle Y} в дизъюнктном объединении {\displaystyle X\sqcup Y}, снабжённым метрикой {\displaystyle \rho } такой, что сужение {\displaystyle \rho } на {\displaystyle X} совпадает с метрикой на {\displaystyle X} и
сужение {\displaystyle \rho } на {\displaystyle Y} совпадает с метрикой на {\displaystyle Y}.
При этом точная нижняя грань берётся по всем таким метрикам {\displaystyle \rho }.

### Комментарии
- Часто слова «изометрический класс» опускаются, то есть вместо «расстояние Громова — Хаусдорфа между изометрическими классами {\displaystyle X} и {\displaystyle Y}» говорится «расстояние Громова — Хаусдорфа между {\displaystyle X} и {\displaystyle Y}».
- Расстояние между изометрическими классами {\displaystyle X} и {\displaystyle Y} обычно обозначается {\displaystyle d_{GH}(X,Y)} или {\displaystyle |X-Y|_{GH}}.
- Множество изометрических классов компактных метрических пространств, снабжённых метрикой Громова — Хаусдорфа, обычно обозначается {\displaystyle GH}, {\displaystyle {\mathcal {M}}} или {\displaystyle {\mathfrak {M}}}.
- Собственный класс метрических пространств, рассматриваемых с точностью до нулевого расстояния Громова — Хаусдорфа обозначается {\displaystyle {\mathcal {GH}}}.

## Связанные определения
- Последовательность изометрических классов компактных метрических пространств {\displaystyle X_{n}} сходится к изометрическому классу компактного метрического пространства {\displaystyle X_{\infty }}, если {\displaystyle d_{GH}(X_{n},X_{\infty })\to 0} при {\displaystyle n\to \infty }

## Свойства
- Метрическое пространство {\displaystyle GH} является линейно связным, полным, сепарабельным, и с внутренней метрикой.
  - Более того, {\displaystyle GH} является геодезическим[4]; то есть, любые две его точки соединяются кратчайшей кривой, длина которой равна расстоянию между этими точками.
- Пространство Громова — Хаусдорфа {\displaystyle GH} глобально неоднородно; то есть, его группа изометрий тривиальна[5], однако локально имеется много нетривиальных изометрий[6].
- Пространство {\displaystyle GH} изометрично пространству классов конгруэнтности компактных подмножеств пространства Урысона {\displaystyle {\mathcal {U}}} с метрикой Хаусдорфа с точностью до движения {\displaystyle {\mathcal {U}}}.[7]
- Любое вполне равномерно ограниченное семейство метрических пространств является относительно компактным в метрике Громова — Хаусдорфа.
  - Семейство {\displaystyle X} метрических пространств называется вполне равномерно ограниченным, если диаметры всех пространств этого семейства ограничены одной и той же константой, и для любого {\displaystyle \varepsilon >0} существует такое целое положительное число {\displaystyle N(\varepsilon )}, что любое пространство из {\displaystyle X} допускает {\displaystyle \varepsilon }-сеть из не более чем {\displaystyle N(\varepsilon )} точек.
  - Из этого свойства, в частности, следует теорема Громова о компактности, аналогичная теореме выбора Бляшке для метрики Хаусдорфа.

## Вариации и обобщения
- В определении возможно заменить компактность на конечность диаметра, но при этом мы определим метрику на классе объектов (а не на множестве). То есть формально говоря, класс всех изометрических классов метрических пространств с конечным диаметром, снабжённый метрикой Громова — Хаусдорфа, не является метрическим пространством.
- Если разрешить метрике принимать значение {\displaystyle \infty }, то можно также отказаться от конечности диаметра.